# Brückenkopf von Oranienbaum
Im Brückenkopf von Oranienbaum (manchmal auch Kessel von Oranienbaum genannt) waren während des Deutsch-Sowjetischen Krieges von 1941 bis 1944 Truppen der Roten Armee von der Wehrmacht in einem Gebiet am Finnischen Meerbusen um die nordrussische Stadt Oranienbaum (heute Lomonossow), westlich von Leningrad, eingeschlossen. Er ist nicht zu verwechseln mit dem „Brückenkopf Oranienbaum“ im Jahr 1945 in der deutschen Stadt Oranienbaum.

## Geschichte

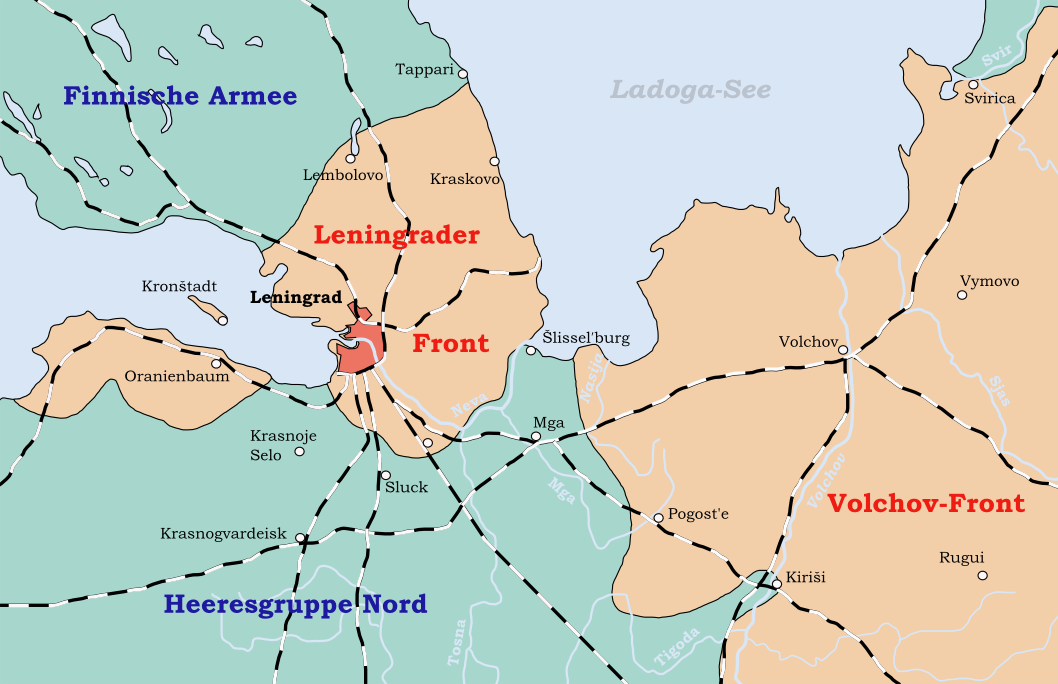
Frontverlauf mit dem Brückenkopf von Oranienbaum im Westen von Leningrad (Mai 1942 bis Januar 1943)

Am 16. September 1941 erreichten deutsche Truppen der Heeresgruppe Nord (1. Panzer-Division, 58. und 254. Infanterie-Division) von Süden kommend bei Peterhof den Finnischen Meerbusen und schnitten Teile der sowjetischen Leningrader Front (darunter die 8. Armee) von ihrer Hauptmacht um Leningrad ab. Kurze Zeit später schlossen die deutschen Verbände auch Leningrad ein und die Leningrader Blockade begann.
Der Brückenkopf maß in Ost-West-Richtung 60 km und in Nord-Süd-Richtung 25 km. Er wurde von der ebenfalls von sowjetischen Truppen gehaltenen Insel Kotlin mit Kronstadt im Norden und von Leningrad aus versorgt. Zentrum des Brückenkopfes war das Fort Krasnaja Gorka, eine aus dem Ersten Weltkrieg stammende großräumige Befestigungsanlage, die zur ehemaligen Seefestung Imperator Peter der Große gehörte. Oranienbaum erhielt Artillerieunterstützung aus Kronstadt und von den Schiffen der Baltischen Flotte, die ab 30. August in diesem Gebiet die Schlachtschiffe Oktjabrskaja Rewoljuzija und Marat einsetzte, außerdem den Kreuzer Kirow, den Flottillenführer Minsk, die Zerstörer Surowy, Gordy, Smetliwy und Slawny sowie einige andere Schiffe. Die Stellungen des Brückenkopfes schützten, zusammen mit der Festung Kronstadt, Leningrad vor deutschen Angriffen von der Meeresseite. Die Versorgung war nur über den Finnischen Meerbusen möglich.
Das Kräfteverhältnis im Herbst 1941 wird wie folgt angegeben: Die sowjetischen Truppen umfassten fünf Schützendivisionen und zwei Brigaden der Marineinfanterie, das deutsche XXVI. Armeekorps blockierte den Brückenkopf mit vier Infanteriedivisionen (von West nach Ost: 217., 254., 93. und 212.).

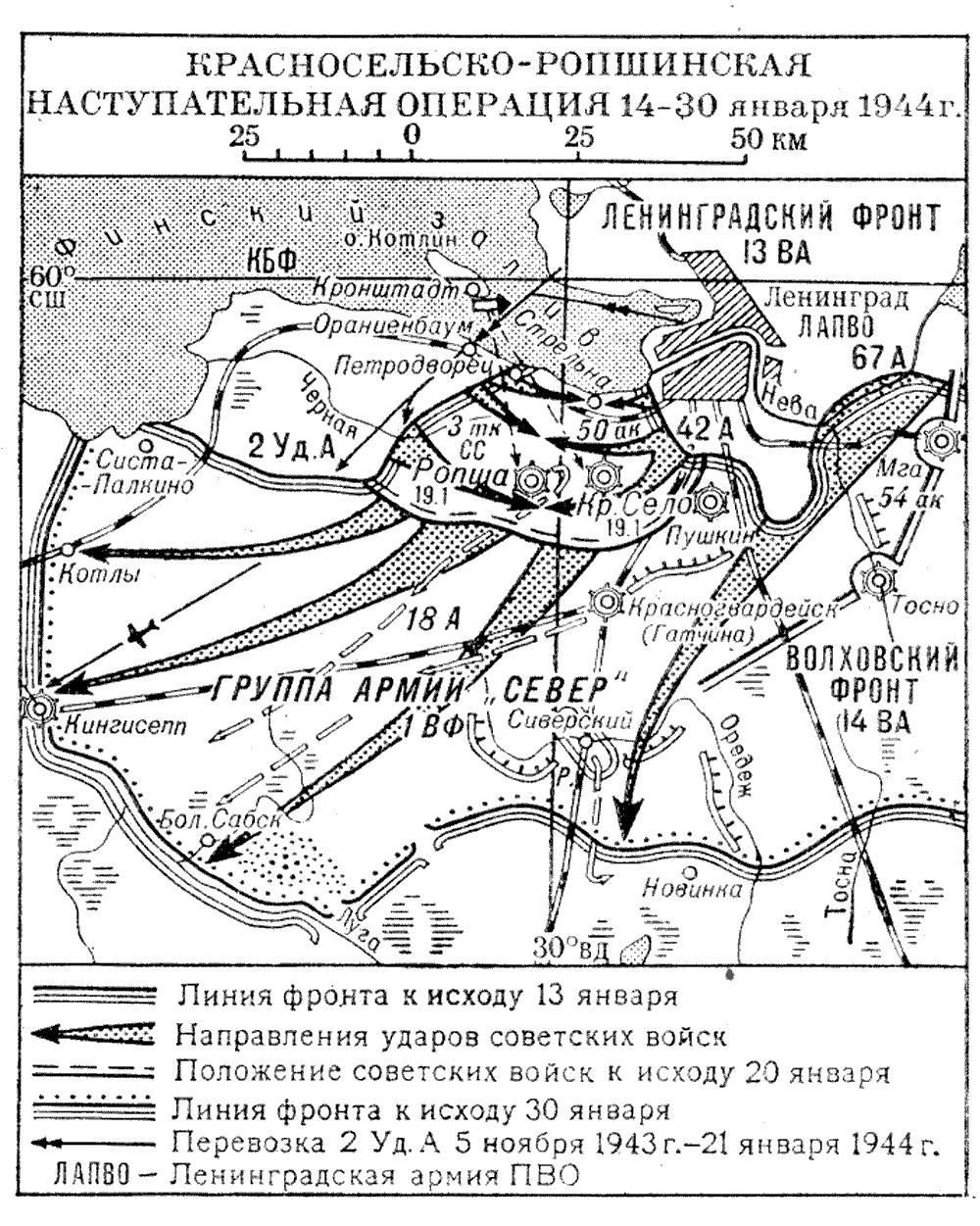
Krasnoje Selo-Ropschaer Operation im Januar 1944

1942 plante die Wehrmacht einen Angriff auf den Kessel („Unternehmen Bettelstab“ bzw. Unternehmen Nordlicht), doch ein sowjetischer Angriff und die Erste Ladoga-Schlacht verhinderten die Umsetzung.
Beginnend im November 1943 wurden die Truppen im Brückenkopf heimlich durch Teile der sowjetischen 2. Stoßarmee im Umfang von etwa 44.000 Mann, 600 Geschützen und weiterem Material verstärkt. Am 14. Januar 1944 brach sie im Rahmen der „Krasnoje Selo-Ropschaer Operation“ (Teil der Leningrad-Nowgoroder Operation) aus dem Brückenkopf aus, unterstützt von der Artillerie aus Kronstadt und Schiffen der Baltischen Flotte. Die deutsche Wehrmacht wurde zurückgeworfen und die Leningrader Blockade durchbrochen. Die sowjetischen Truppen stießen weit nach Süden und Westen vor.